# Cilicia (satrapía)

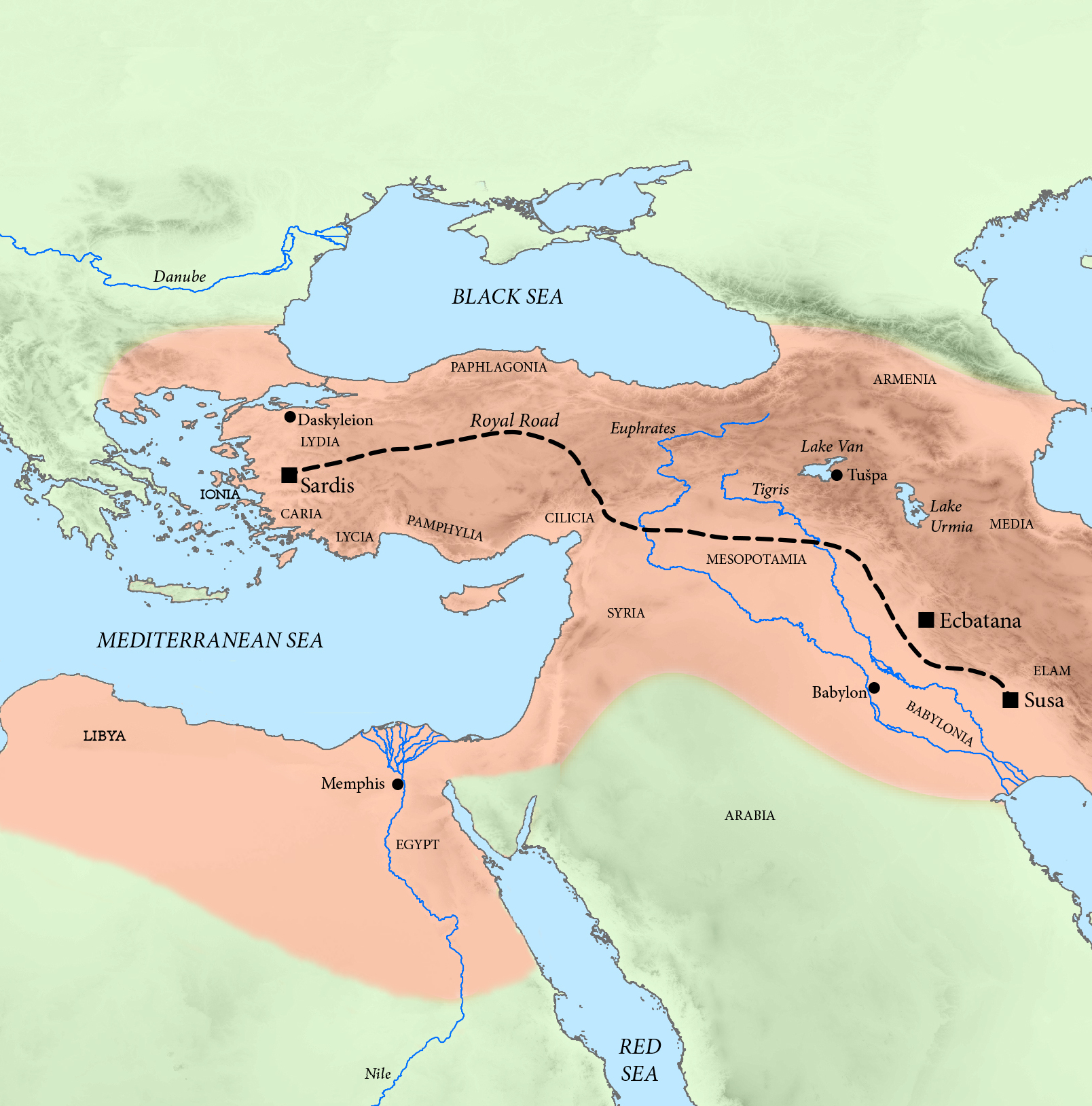
Parte occidental del Imperio aqueménida con Cilicia en el centro, c. 500 a. C.

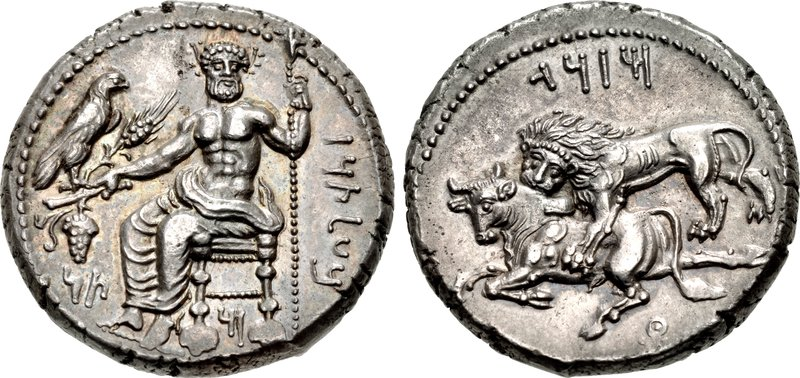
Moneda de Maceo, Sátrapa de Cilicia, 361/0-334 a. C. Tarso, Cilicia.

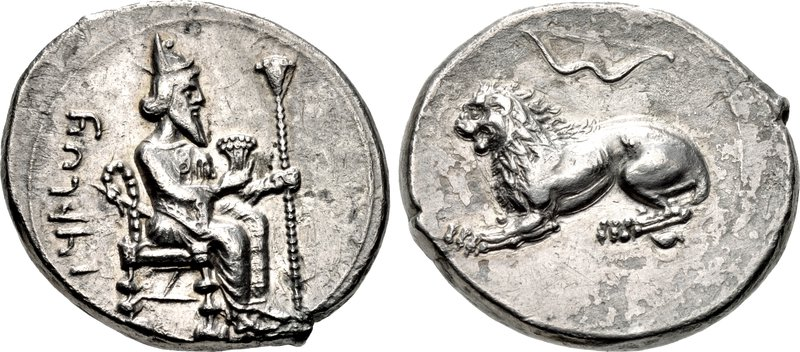
Moneda de Maceo, Sátrapa de Cilicia, con Artajerjes III como faraón. 361/0-334 a. C. Tarso, Cilicia.

Cilicia fue una satrapía del Imperio aqueménida, con capital en Tarso. Fue conquistada en algún momento de la década de 540 por Ciro el Grande. Cilicia era gobernada por un rey de vasallo y pagaba un tributo de 360 caballos y 500 talentos de plata, según Heródoto. Las fértiles llanuras cilicias componían la mayor parte más importante de la satrapía.
Había varios enclaves que quedaron más o menos independiente del poder persa. Algunos de estos fueron Castabala, Mazaca y Mallus.
El último rey de vasallo de Cilicia se vio implicado en la guerra civil entre Artajerjes II y Ciro el Joven, apoyando al segundo. La derrota de este supuso la deposición del rey y la designación de un sátrapa persa.
El penúltimo gobernador de Cilicia fue el babilonio Maceo. Poco después, su sucesor fue expulsado por Alejandro Magno.